# 胜利镇 (东至县)
胜利镇，是中华人民共和国安徽省池州市东至县下辖的一个乡镇级行政单位。

## 行政区划
胜利镇下辖以下地区：
方村、城北村、楼阁村、江心村、黄石村、万岭村、湖滨村、青云村、新华村、姜东村、先进村、康桥村、瓦垅村、南丰村、新军村、桃源桥村、幸福村、阜康村、吉阳村、横洲村和联合村。